# Israel Yinon
Israel Yinon, né à Kfar Saba (Israël) le 11 janvier 1956 et mort à Lucerne (Suisse) le 29 janvier 2015, est un chef d'orchestre israélien. 

## Biographie
Israel Yinon passe son enfance dans le mochav Khaniel dans la région du Sharon en Israël. Il se passionne pour l’accordéon. Il étudie la composition et la direction d’orchestre à la Samuel Rubin Academy of Music de Tel Aviv puis à celle de Jérusalem avec Mendi Rodan et Noam Sheriff. Il se spécialise dans la redécouverte d'œuvres oubliées de compositeurs allemands interdits par Adolf Hitler sous le Troisième Reich, en particulier les œuvres de Erwin Schulhoff, Paul Ben-Haim, Pavel Haas et Karol Rathaus.
Israel Yinon a dirigé de nombreux orchestres à travers le monde, dont le Royal Philharmonic Orchestra et l'Orchestre symphonique de Vienne, l’orchestre symphonique de la BBC, et l’orchestre symphonique de Jérusalem.
Le 29 janvier 2015, Israel Yinon meurt à 59 ans après s’être effondré sur scène au cours d’un concert organisé dans le cadre du festival Szenenwechsel au palais de la culture et des congrès de Lucerne en Suisse, alors qu’il dirigeait « Une symphonie alpestre  » de Richard Strauss à la tête du Junge Philharmonie Zentralschweiz .

## Discographie
Liste non exhaustive
- Paul Ben-Haim, Symphony No. 1, Fanfare to Israel, Symphonic Metamorphoses on Bach Chorale 'Wer nun den lieben Gott laesst walten', NDR Radiophilharmonie Hannover.
- Tilo Medek, Cello Concerto, Eine Stele für Bernd Alois Zimmermann for Violoncello, Schattenspiele for Violoncello. Guido Schiefen (violoncello) solo. Royal Philharmonic Orchestra.